# Thomas Andersson
Thomas Andersson (né le 30 mars 1951) est un joueur professionnel suédois de hockey sur glace.

## Biographie

### Carrière en club
Il commence sa carrière en senior avec le Skellefteå AIK en 1975.

## Statistiques

### En club
| Saison    | Équipe         | Ligue      |    | Saison régulière | Saison régulière | Saison régulière | Saison régulière | Saison régulière |   | Séries éliminatoires | Séries éliminatoires | Séries éliminatoires | Séries éliminatoires | Séries éliminatoires |
| Saison    | Équipe         | Ligue      | PJ | B                | A                | Pts              | Pun              | PJ               | B | A                    | Pts                  | Pun                  |                      |                      |
| 1975-1976 | Skellefteå AIK | Elitserien | 35 | 10               | 11               | 21               | 36               | -                | - | -                    | -                    | -                    |                      |                      |
| 1976-1977 | Skellefteå AIK | Elitserien | 25 | 6                | 9                | 15               | 27               | -                | - | -                    | -                    | -                    |                      |                      |
| 1977-1978 | Skellefteå AIK | Elitserien | 13 | 0                | 0                | 0                | 6                | -                | - | -                    | -                    | -                    |                      |                      |